# Christian Franz von Weber
Christian Franz von Weber, seit 1817  Freiherr von Weber, (* 15. März 1785 in Rappoltsweiler, Elsass; † 11. Februar 1862 in München) war ein bayerischer Generalleutnant, Hofmarschall und Ritter des Militär-Max-Joseph-Ordens.

## Leben
Weber wurde als Sohn eines Regierungsrates geboren. Er trat 1802 in die Militärakademie zu München ein und gehörte ab 1805 dem Kadettenkorps an. Im gleichen Jahr wurde er Kadett im Leibregiment und am 24. Oktober 1805 zum Junker im 7. Linien-Infanterieregiment ernannt. Bereits einen Monat später, am 20. November, wurde Weber als Unterleutnant zum 2. Linien-Infanterieregiment Kurprinz versetzt. Mit dieser Einheit nahm er 1805 am Feldzug gegen Österreich und 1806/07 am Feldzug gegen Preußen teil.
Am 10. April 1808 wurde Weber zum zweiten Adjutanten in seinem Regiment ernannt und am 18. Januar 1809 zum Oberleutnant befördert. Als solcher nahm er 1809 am Feldzug gegen Österreich teil. In der Schlacht von Abensberg (19. und 20. April 1809) wurde er an der Hand verwundet. Noch 1809 wurde er zum Regimentsadjutanten erwählt. Am 26. Januar 1812 erfolgte seine Ernennung zum Adjutanten des Generalmajors und Brigadiers Anton von Rechberg. Mit ihm erlebte er 1812 dem Feldzug gegen Russland und wurde am 29. November 1812 zum Hauptmann 2. Klasse befördert.
Am 4. Oktober 1813 wurde Weber, der zuvor in einer schwierigen Mission nach München entsandt wurde, Adjutant von Generalmajor Karl Theodor von Pappenheim. Mit ihm kämpfte er 1813/14 im Feldzug gegen Frankreich. In der Schlacht bei Hanau (30. Oktober 1813) wurde Weber leicht am Schenkel verwundet. Beim Rheinübergang bei Basel am 22. Dezember 1813 und bei der ersten Zernierung von Hüningen kämpfte er mit Auszeichnung. Am 30. April 1814 zum Hauptmann 1. Klasse im 2. Linien-Infanterieregiment befördert, wurde er bei Errichtung des Grenadier-Garderegiments am 1. August 1814 zu diesem versetzt, blieb aber als Generaladjutant kommandiert.
Am 22. Februar 1815 erhielt Weber seine Beförderung zum Rittmeister im 7. Chevaulegers-Regiment „Prinz Karl“ und diente während des Feldzuges von 1815 als Generalstabsoffizier bei der 1. Leichten Kavallerie-Division unter Generalleutnant Prinz Karl von Bayern, zu dessen zweiten Adjutanten er auch im Laufe des Jahres ernannt wurde. Während des Feldzuges von 1815 erhielt Weber das Ritterkreuz des österreichischen Leopold-Ordens sowie des russischen Ordens des Heiligen Wladimir. Am 19. Juni 1818 wurde Weber, seit dem 31. Dezember 1817 Major im 1. Kürassier-Regiment „Prinz Karl“, in den Freiherrenstand des Königreichs Bayern erhoben und am 6. Oktober 1818 zum Generalstab versetzt.
Nachdem er bereits zweimal vergeblich, im Januar 1815 und im April 1817, um die Aufnahme in den Militär-Max-Joseph-Orden für seinen Einsatz in der Schlacht bei Hanau nachgesucht hatte, wurde er mit allerhöchsten Signat vom 22. Februar 1822 und mit Armeebefehl vom 1. Oktober 1822, als Ritter in den Militär-Max-Joseph-Orden aufgenommen. Dieses Gesuch wurde nicht als ein neues angenommen, da durch die Überschreitung für derartige Eingaben festgesetzte Präklusionsfrist abgelaufen war. In einem am 13. Februar 1822 zu München unter dem Vorsitz des Generalmajors Anton von Vieregg abgehaltenen Ordenskapitel wurde die Aufnahme von Weber einstimmig beschlossen.
In seiner Stellung als Adjutant von Prinz Karl von Bayern erhielt Weber am 26. November 1830 den Charakter als Oberstleutnant und am 30. Mai 1834 das Patent zu seinem Dienstgrad. Am 22. Mai 1836 avancierte er zum Oberst. Am 19. Dezember 1841 wurde er zum Hofmarschall von Prinz Karl von Bayern ernannt und am 25. Dezember 1841 zum Generalmajor befördert. Nachdem er am 26. September 1847 aus Anlass seines 50-jährigen Dienstjubiläums das Ehrenkreuz des Ludwigsordens erhalten hatte, erfolgte ein Jahr später, am 31. März 1848, seine Beförderung zum Generalleutnant. Weber war außerdem Inhaber des russischen Sankt-Stanislaus-Orden, des preußischen Roten-Adler-Orden 2. Klasse mit Stern und des Großkreuzes des sächsischen Albrechts-Ordens.
Das von Weber erbetene Pensionsgesuch genehmigte König Maximilian II. Joseph von Bayern am 11. Januar 1849 mit Bedauern. Christian Franz Freiherr von Weber starb am 11. Februar 1862, im Alter von 76, in München.